# Bézu-Saint-Germain
Pour les articles homonymes, voir Bézu et Saint-Germain.
Bézu-Saint-Germain est une commune française située dans le département de l'Aisne en région Hauts-de-France.

## Géographie

### Localisation

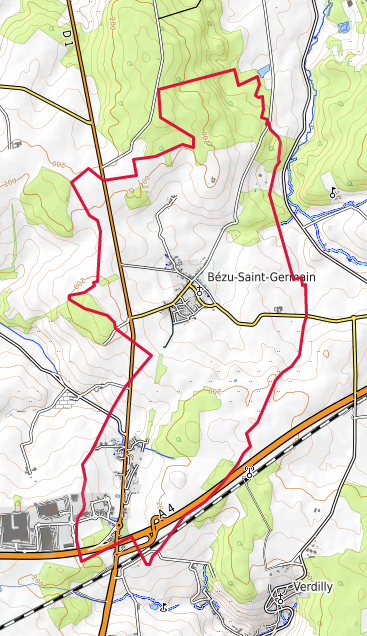
Carte topographique.

Bézu-Saint-Germain est un village périurbain du sud de l'Aisne jouxtant au nord Château-Thierry.
Le territoire communal est tangenté au sud par l'autoroute A4 et la LGV Est européenne, et est desservi par la RD 1 qui relie Château-Thierry à Soissons.

### Communes limitrophes
Les communes limitrophes sont  Brécy, Château-Thierry, Grisolles, Rocourt-Saint-Martin, Verdilly, Épaux-Bézu et Épieds.
Bézu-Saint-Germain est une commune du sud de l'Aisne.

### Hydrographie
La commune est située dans le bassin Seine-Normandie. Elle est drainée par le Clignon, le cours d'eau 01 de la commune d'Epieds, le fossé 01 de la commune de Bézu-Saint-Germain et le fossé 01 de la Gouttière,,.
Le Clignon, d'une longueur de 30 km, prend sa source dans la commune  et se jette  dans l'Ourcq en limite de Crouy-sur-Ourcq et de Montigny-l'Allier, face à Neufchelles, après avoir traversé 16 communes.

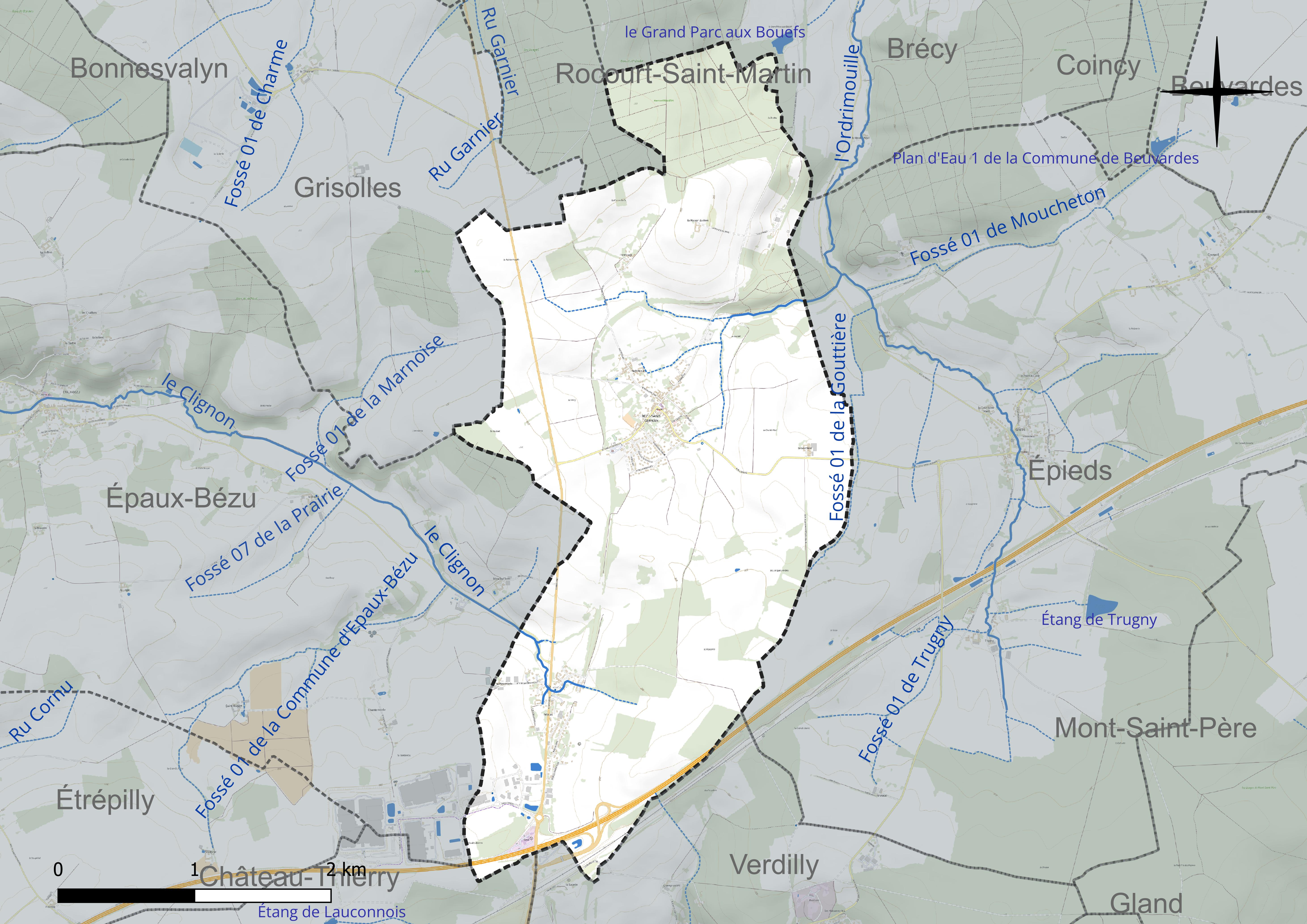
Réseau hydrographique de Bézu-Saint-Germain.

### Climat
Pour des articles plus généraux, voir Climat des Hauts-de-France et Climat de l'Aisne.
En 2010, le climat de la commune est de type climat océanique dégradé des plaines du Centre et du Nord, selon une étude du CNRS s'appuyant sur une série de données couvrant la période 1971-2000. En 2020, Météo-France publie une typologie des climats de la France métropolitaine dans laquelle la commune est exposée à un climat océanique altéré et est dans la région climatique Nord-est du bassin Parisien, caractérisée par un ensoleillement médiocre, une pluviométrie moyenne régulièrement répartie au cours de l'année et un hiver froid (3 °C).
Pour la période 1971-2000, la température annuelle moyenne est de 10,1 °C, avec  une amplitude thermique annuelle de 15,3 °C. Le cumul annuel moyen de précipitations est de 780 mm, avec 11,9 jours de précipitations en janvier et 8,6 jours en juillet. Pour la période 1991-2020 la température moyenne annuelle observée sur la station météorologique la plus proche, située sur la commune de Blesmes à 8 km à vol d'oiseau, est de 10,6 °C et le cumul annuel moyen de précipitations est de 713,0 mm,. Pour l'avenir, les paramètres climatiques de la commune estimés pour 2050 selon différents scénarios d'émission de gaz à effet de serre sont consultables sur un site dédié publié par Météo-France en novembre 2022.

## Urbanisme

### Typologie
Au 1er janvier 2024, Bézu-Saint-Germain est catégorisée bourg rural, selon la nouvelle grille communale de densité à 7 niveaux définie par l'Insee en 2022.
Elle est située hors unité urbaine. Par ailleurs la commune fait partie de l'aire d'attraction de Château-Thierry, dont elle est une commune de la couronne,. Cette aire, qui regroupe 52 communes, est catégorisée dans les aires de moins de 50 000 habitants,.

### Occupation des sols

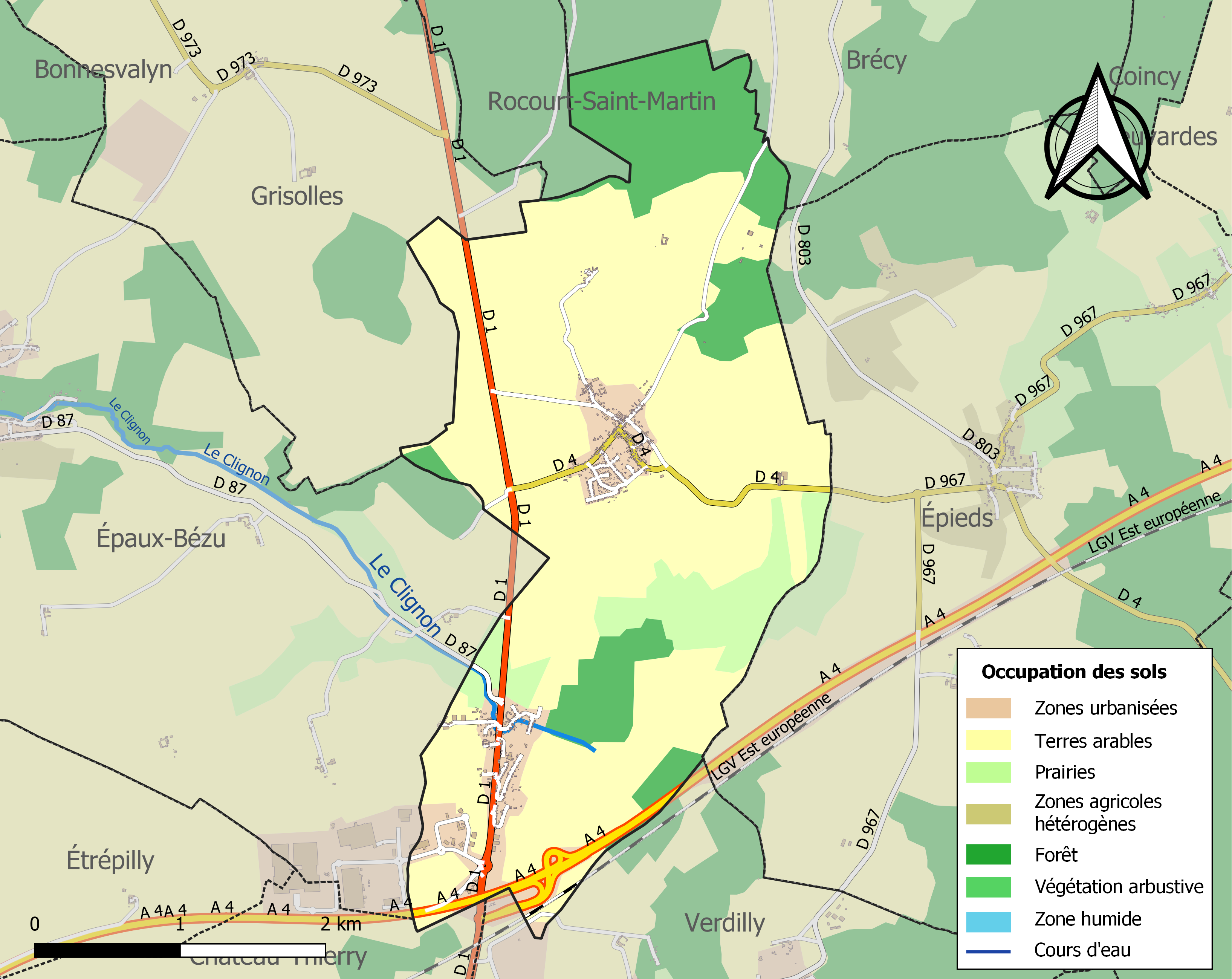
Carte des infrastructures et de l'occupation des sols de la commune en 2018 (CLC).

L'occupation des sols de la commune, telle qu'elle ressort de la base de données européenne d'occupation biophysique des sols Corine Land Cover (CLC), est marquée par l'importance des territoires agricoles (73,7 % en 2018), en diminution par rapport à 1990 (80,4 %). La répartition détaillée en 2018 est la suivante : 
terres arables (66 %), forêts (17,3 %), zones urbanisées (7,8 %), prairies (7,7 %), zones industrielles ou commerciales et réseaux de communication (1,2 %), espaces verts artificialisés, non agricoles (0,1 %).
L'évolution de l'occupation des sols de la commune et de ses infrastructures peut être observée sur les différentes représentations cartographiques du territoire : la carte de Cassini (XVIIIe siècle), la carte d'état-major (1820-1866) et les cartes ou photos aériennes de l'IGN pour la période actuelle (1950 à aujourd'hui).

### Habitat et logement
En 2018, le nombre total de logements dans la commune était de 392, alors qu'il était de 359 en 2013 et de 275 en 2008.
Parmi ces logements, 89 % étaient des résidences principales, 3,8 % des résidences secondaires et 7,1 % des logements vacants. Ces logements étaient pour 99,5 % d'entre eux des maisons individuelles et pour 0,3 % des appartements.
Le tableau ci-dessous présente la typologie des logements à Bézu-Saint-Germain en 2018 en comparaison avec celle de l'Aisne et de la France entière. Une caractéristique marquante du parc de logements est ainsi une proportion de résidences secondaires et logements occasionnels (3,8 %) supérieure à celle du département (3,5 %) mais inférieure à celle de la France entière (9,7 %). Concernant le statut d'occupation de ces logements, 84,8 % des habitants de la commune sont propriétaires de leur logement (89,9 % en 2013), contre 61,6 % pour l'Aisne et 57,5 % pour la France entière.
| Typologie                                               | Bézu-Saint-Germain | Aisne | France entière |
| ------------------------------------------------------- | ------------------ | ----- | -------------- |
| Résidences principales (en %)                           | 89                 | 86,7  | 82,1           |
| Résidences secondaires et logements occasionnels (en %) | 3,8                | 3,5   | 9,7            |
| Logements vacants (en %)                                | 7,1                | 9,8   | 8,2            |

## Toponymie
Le nom de la localité est attesté sous les formes Besu-Saint-Germain (1410) ; Bezu-Sainct-Germain (1500) ; Bezu-Sainct-Germain (1524).

Durant la Révolution, la commune porte le nom de Bézu-le-Grand.
Voir toponymie de Bézu-la-Forêt.
Saint-Germain est un hagiotoponyme qui fait référence à Germain d'Auxerre.
Bézuet, un hameau de la commune est attesté sous les formes Besuel (1217) ; Baisuel (1226) ; Bezois.

## Histoire
Dans la nuit du 3 au 4 mars 1814, Napoléon en pleine campagne de France passe la nuit dans l'ancien presbytère, maison élégamment décorée de boiseries provenant de l'ancienne abbaye de Val Caché avec deux décors, l'Été  et l'Hiver, autour d"une cheminée de marbre Louis XVI de même provenance.[réf. nécessaire]
À la fin de la Première Guerre mondiale, la commune est décorée de la Croix de guerre 1914-1918 le 22 octobre 1920.

## Politique et administration

### Rattachements administratifs et électoraux

#### Rattachements administratifs
La commune se trouve depuis 1942 dans l'arrondissement de Château-Thierry du département de l'Aisne.
Elle faisait partie depuis 1801 du canton de Château-Thierry. Dans le cadre du redécoupage cantonal de 2014 en France, cette circonscription administrative territoriale a disparu, et le canton n'est plus qu'une circonscription électorale.

#### Rattachements électoraux
Pour les élections départementales, la commune fait partie depuis 2014 d'un nouveau canton de Château-Thierry dont la composition diffère de l'ancien.
Pour l'élection des députés, elle fait partie de la cinquième circonscription de l'Aisne depuis le redécoupage des circonscriptions législatives françaises de 2010.

### Intercommunalité
Bézu-Saint-Germain était membre de la communauté de communes de la Région de Château-Thierry, un établissement public de coopération intercommunale (EPCI) à fiscalité propre créé en 1995 et auquel la commune avait transféré un certain nombre de ses compétences, dans les conditions déterminées par le code général des collectivités territoriales.
Dans le cadre des dispositions de la loi portant nouvelle organisation territoriale de la République du 7 août 2015, qui prévoit que les établissements publics de coopération intercommunale (EPCI) à fiscalité propre doivent avoir un minimum de 15 000 habitants, cette intercommunalité a fusionné avec ses voisines pour former, le 1er janvier 2017, la communauté d'agglomération de la Région de Château-Thierry, dont est désormais membre la commune.

### Administration municipale
| Période                                  | Période                   | Identité                         | Étiquette | Qualité                  |
| ---------------------------------------- | ------------------------- | -------------------------------- | --------- | ------------------------ |
| Les données manquantes sont à compléter. |                           |                                  |           |                          |
|                                          |                           |                                  |           |                          |
| 1807                                     | 1808                      | Jérôme Husson                    |           |                          |
| 1808                                     | 1813                      | Jean-Baptiste François Harmand   |           |                          |
| 1813                                     | 1815                      | Michel Félix Moucheton-Gerbrois  |           |                          |
| 1815                                     | 1830                      | Nicolas Lemoine                  |           |                          |
| 1830                                     | 1849                      | Louis Henry Vaillant             |           |                          |
| 1849                                     | 1853                      | Auguste Mera                     |           |                          |
| 1853                                     | 1859                      | Rémy Vaillant                    |           |                          |
| 1859                                     | 1866                      | Augustin Lemoine                 |           |                          |
| 1866                                     | 1872                      | Louis Armand Savoye              |           |                          |
| 1872                                     | 1882                      | Charles Auguste Mera             |           |                          |
| 1882                                     | 1885                      | Jean-Baptiste Théodore Mousseaux |           |                          |
| 1885                                     | 1891                      | Jean François Simon Duchenne     |           |                          |
| 1895                                     | 1902                      | François Simon Jean Duchenne     |           |                          |
| 1902                                     | 1906                      | Louis Eugène Savoye              |           |                          |
| 1906                                     | 1919                      | Eugène Félix Charpentier         |           |                          |
| 1919                                     | 1925                      | Jean Louis Eugène Dufour         |           |                          |
| 1925                                     | 1941                      | Louis Eugène Savoye              |           |                          |
| 1941                                     | 1945                      | Paul Chiquerille                 |           |                          |
| 1945                                     | 1961                      | Henri Delahaye                   |           |                          |
| 1961                                     | mars 1977                 | Émile Bourniche                  |           |                          |
| mars 1977                                | mars 1988                 | Guy Guyon                        |           |                          |
| mars 1988                                | mars 2008                 | Michel Crapart                   | PCF       | Outilleur, syndicaliste  |
| mars 2008                                | automne 2022              | Jean-Luc Grados                  | SE        | Retraité Démissionnaire  |
| février 2023                             | En cours (au 6 juin 2023) | Mauricette Bouteiller            |           | Cadre de santé retraitée |

## Démographie
L'évolution du nombre d'habitants est connue à travers les recensements de la population effectués dans la commune depuis 1793. Pour les communes de moins de 10 000 habitants, une enquête de recensement portant sur toute la population est réalisée tous les cinq ans, les populations de référence des années intermédiaires étant quant à elles estimées par interpolation ou extrapolation. Pour la commune, le premier recensement exhaustif entrant dans le cadre du nouveau dispositif a été réalisé en 2008.

En 2022, la commune comptait 991 habitants, en évolution de −6,77 % par rapport à 2016 (Aisne : −1,97 %, France hors Mayotte : +2,11 %).
| 1793 | 1800 | 1806 | 1821 | 1831 | 1836 | 1841 | 1846 | 1851 |
| ---- | ---- | ---- | ---- | ---- | ---- | ---- | ---- | ---- |
| 412  | 456  | 498  | 497  | 589  | 592  | 569  | 614  | 573  |

| 1856 | 1861 | 1866 | 1872 | 1876 | 1881 | 1886 | 1891 | 1896 |
| ---- | ---- | ---- | ---- | ---- | ---- | ---- | ---- | ---- |
| 530  | 531  | 529  | 507  | 505  | 483  | 517  | 519  | 504  |

| 1901 | 1906 | 1911 | 1921 | 1926 | 1931 | 1936 | 1946 | 1954 |
| ---- | ---- | ---- | ---- | ---- | ---- | ---- | ---- | ---- |
| 456  | 453  | 405  | 374  | 331  | 315  | 309  | 304  | 326  |

| 1962 | 1968 | 1975 | 1982 | 1990 | 1999 | 2006 | 2008 | 2013  |
| ---- | ---- | ---- | ---- | ---- | ---- | ---- | ---- | ----- |
| 321  | 326  | 275  | 325  | 413  | 477  | 640  | 686  | 1 012 |

| 2018  | 2022 | - | - | - | - | - | - | - |
| ----- | ---- | - | - | - | - | - | - | - |
| 1 022 | 991  | - | - | - | - | - | - | - |

## Économie
La commune dispose de la  zone d'activités de l'Omois, en limite de Château-Thierry.

## Culture locale et patrimoine

### Lieux et monuments
- Église Saint-Germain
- Une borne gallo-romaine au nom de Septime Sévère set de bénitier dans l'église. Auparavant, elle servait de socle à une croix de carrefour.

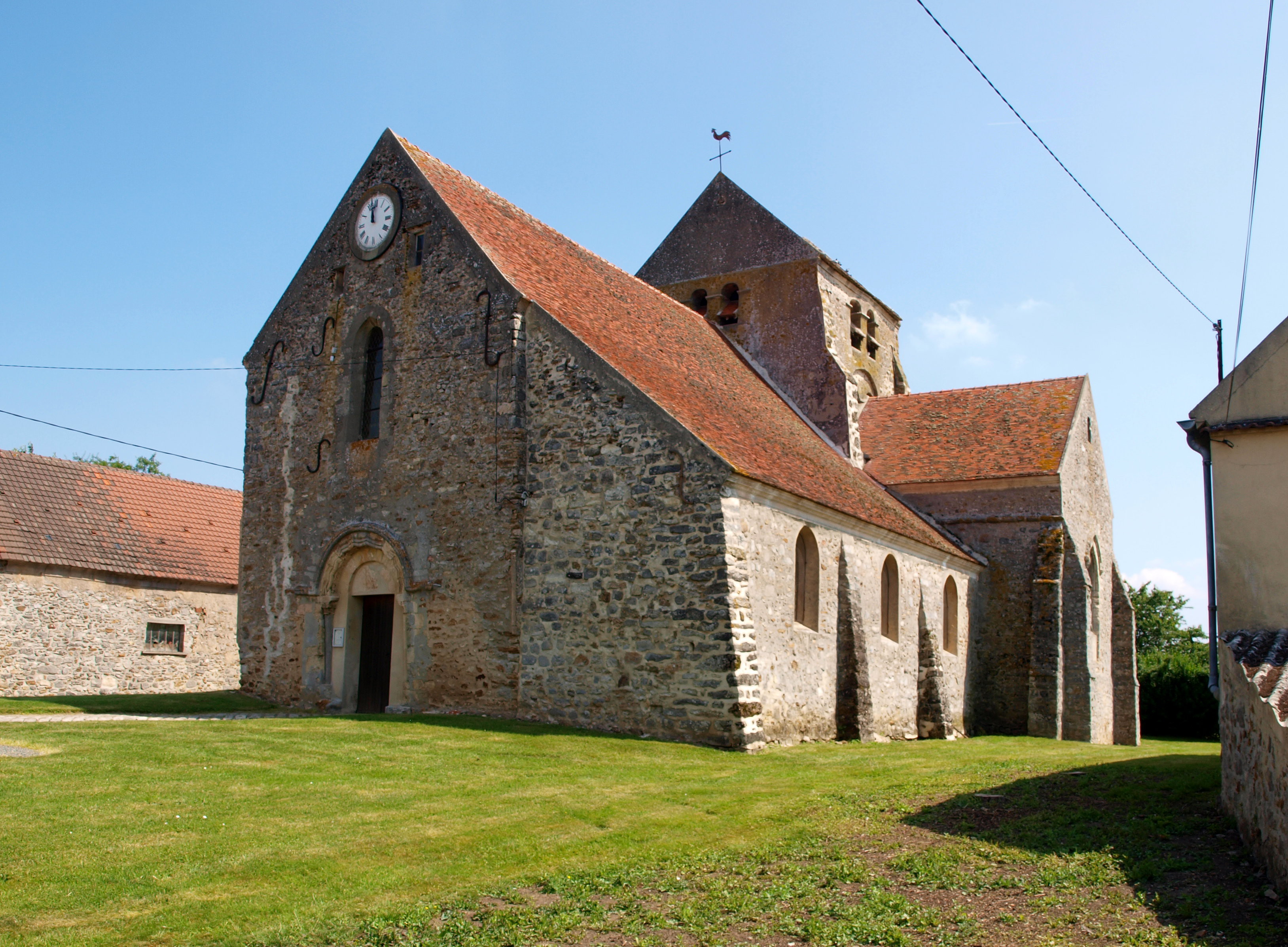
L'église,
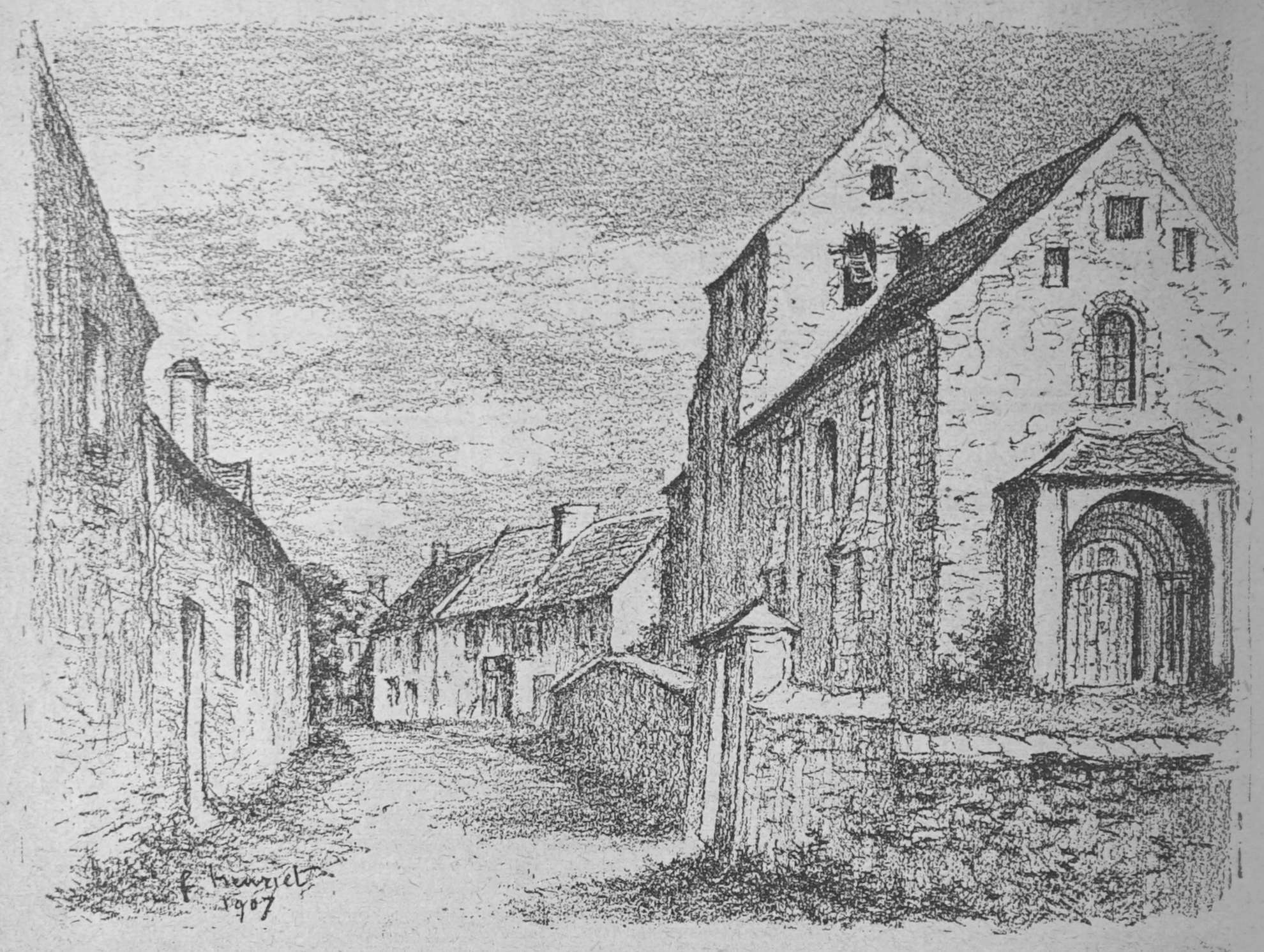
Sur une gravure ancienne,
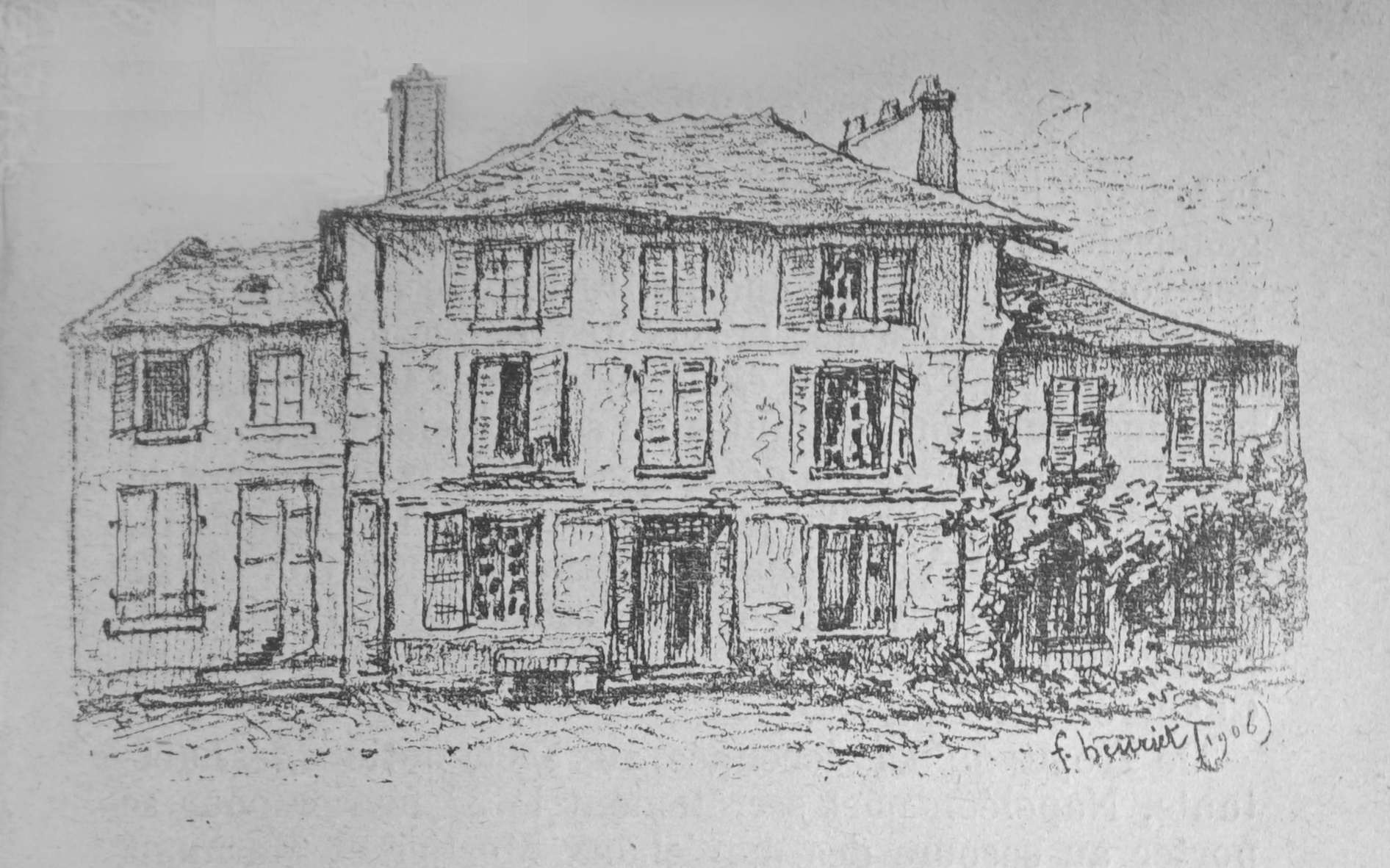
Le presbytère, halte napoléonienne,
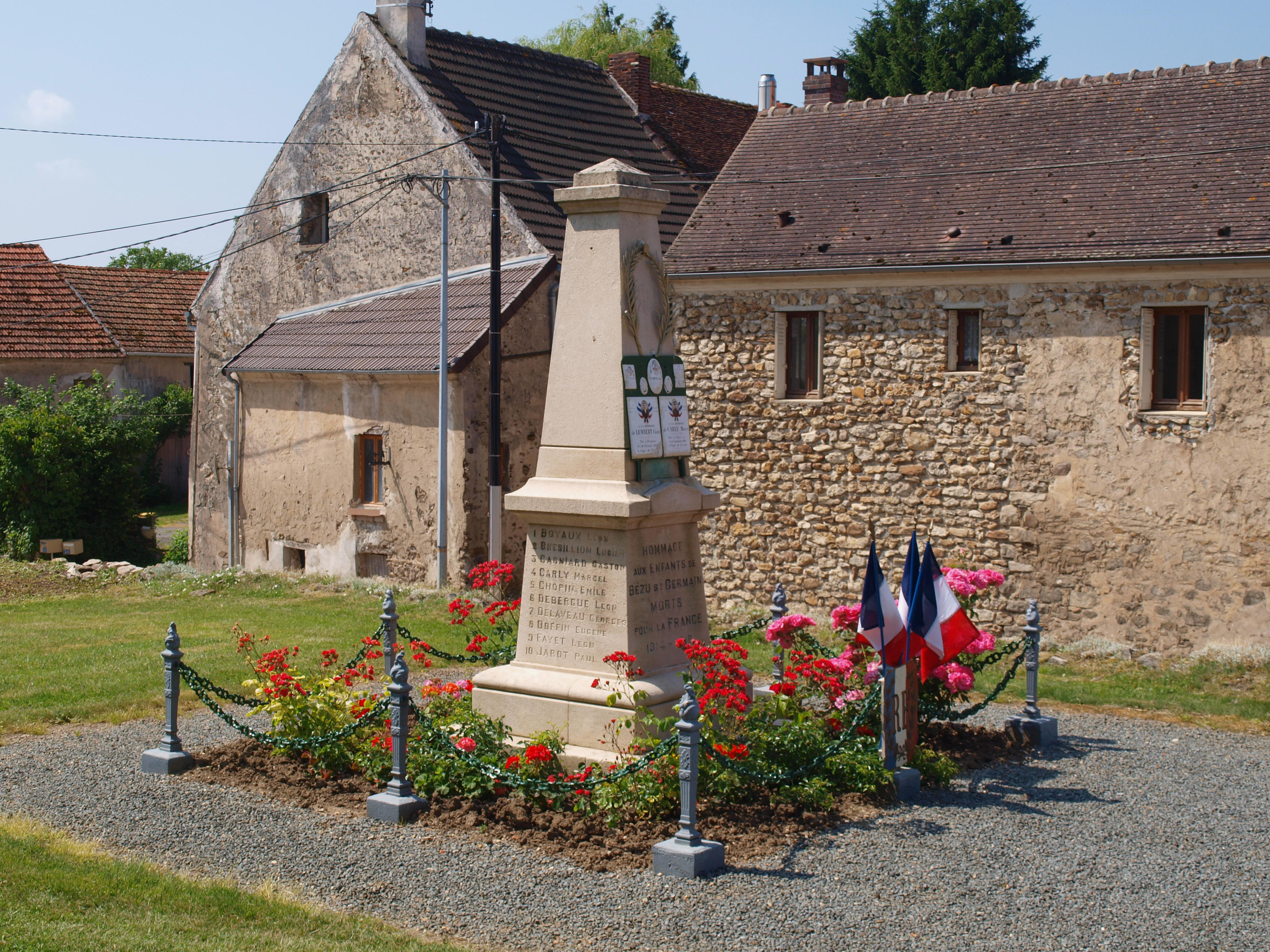
Le monument aux morts,
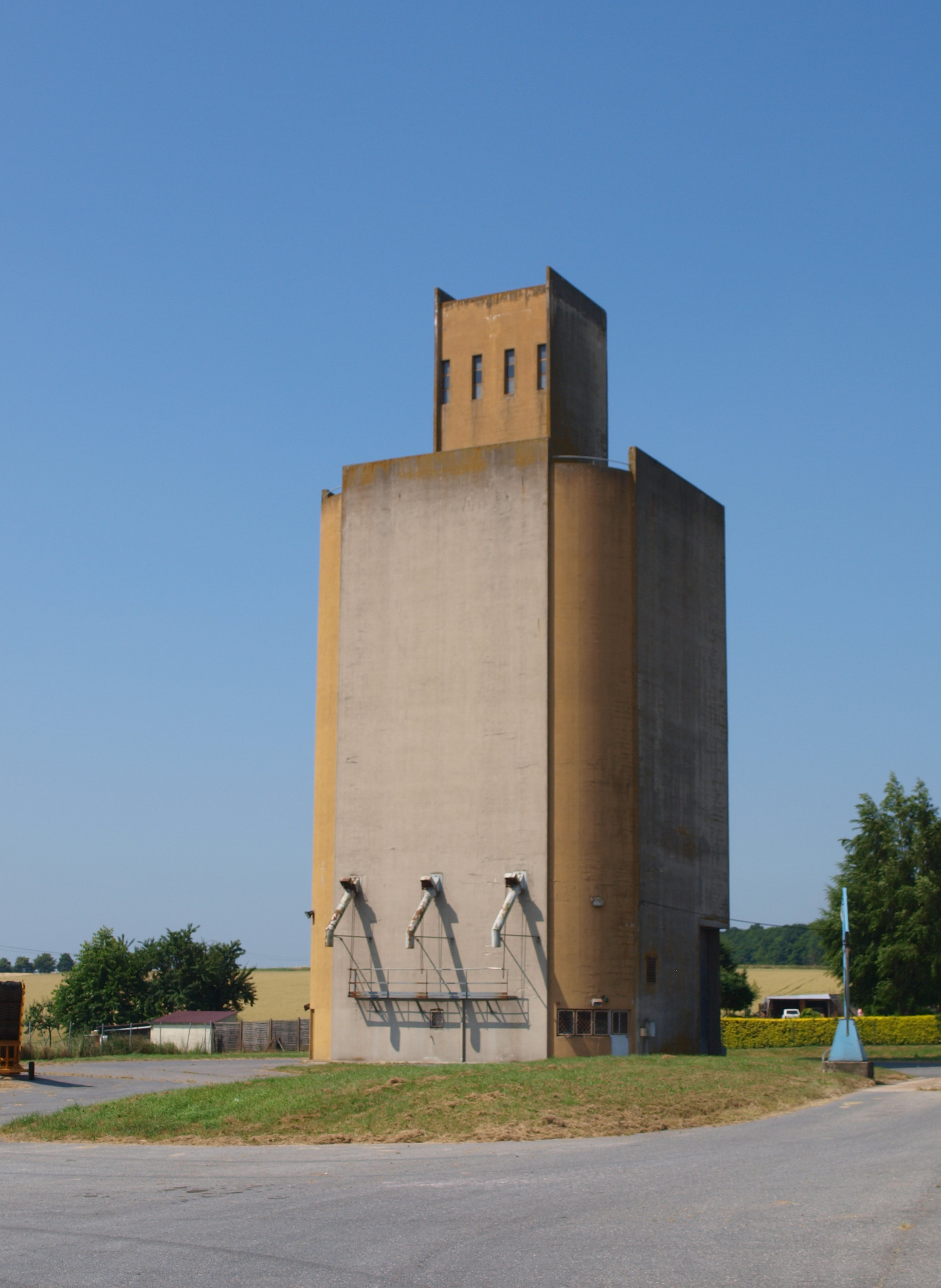
Un silo.

### Personnalités liées à la commune
- Guy Delage, aventurier né à Bézu-Saint-Germain le 8 novembre 1952.

## Pour approfondir